# Hemidothis pittieri
Hemidothis pittieri är en svampart som beskrevs av Syd. 1930. Hemidothis pittieri ingår i släktet Hemidothis, divisionen sporsäcksvampar och riket svampar.   Inga underarter finns listade i Catalogue of Life.